# Хоботец
Хоботец — река в России, протекает по Тамбовской области. Правый приток реки Вишнёвки.

## География
Река Хоботец берёт начало у села Хобот-Богоявленское. Течёт на северо-восток по открытой местности. Устье реки находится у деревни Ивано-Строителево в 8,3 км от устья реки Вишнёвки. Длина реки составляет 12 км, площадь водосборного бассейна — 76,5 км².

## Данные водного реестра
По данным государственного водного реестра России относится к Донскому бассейновому округу, водохозяйственный участок реки — Воронеж от истока до города Липецк, без реки Матыра, речной подбассейн реки — бассейны притоков Дона до впадения Хопра. Речной бассейн реки — Дон (российская часть бассейна).
Код объекта в государственном водном реестре — 05010100512107000002504.